# يوليا بايفسكا
يوليا "تايرا" بايفسكا (الأوكرانية: Ю́лоя Гео́нгиївна Пає́вська، بالحروف اللاتينية: Yuliia Heorhiivna Paievska) هي طبيبة أوكرانية أسست فيلق الإسعاف التطوعي "ملائكة تايرا" أثناء الحرب الروسية الأوكرانية. تم القبض عليها وسجنها من قبل الجنود الروس في 16 مارس 2022، ثم أطلق سراحها في 17 يونيو 2022. وأصبحت رمزًا للشجاعة والتضحية وفقًا لصحيفة نيويورك تايمز. شاركت في ثورة الكرامة والحرب في شرق أوكرانيا. في 16 مارس 2022، أثناء حصار ماريوبول ، تم القبض عليها من قبل الروس، وتم إطلاق سراحها بعد ثلاثة أشهر في 17 يونيو 2022.
حصلت على جائزة رئيس أوكرانيا "للمشاركة الإنسانية في عملية مكافحة الإرهاب" ، ووسام "البطل القومي لأوكرانيا" ، وميداليات "لمساعدة القوات المسلحة الأوكرانية" و "المدافع عن الوطن الأم" ، شارات "وسام الشرف" و "للخدمات المقدمة للقوات المسلحة الأوكرانية".
عملت بايفسكا كمسعفة متطوعة في الشوارع خلال احتجاجات الميدان الأوروبي في عام 2013، ثم كمدربة للطب التكتيكي على الخطوط الأمامية في دونباس من عام 2014 حتى عام 2018، حيث أسست "ملائكة تايرا"، الذين كان لهم الفضل في إنقاذ مئات الأرواح، بما في ذلك الأوكرانيين. مدنيون وجنود أوكرانيون ومسلحون انفصاليون وجنود روس. خدمت في الجيش الأوكراني كرئيسة لمستشفى عسكري في ماريوبول من عام 2018 حتى عام 2020، عندما تم تسريحها لكنها واصلت العمل كمسعفة متطوعة.

## نشأتها حياتها المهنية
ولدت يوليا في كييف، أوكرانيا، نشأت على يد جدها كوستيانتين تشوبوكوف، الذي خدم كضابط مخابرات في القوات الجوية السوفيتية خلال الحرب العالمية الثانية، ونجا من حصار لينينغراد. حصل تشوبوكوف على وسام لينين ووسام الراية الحمراء، من بين أوسمة أخرى. بعد تقاعده في الخمسينيات، انتقل تشوبوكوف إلى كييف وقام ببناء المنزل الذي ولد فيه أبناؤه وأحفاده. أبدت باييفسكا اهتمامًا بالطب عندما كانت طفلة صغيرة، وعملت تحت وصاية ممرضة مدرستها، التي عملت كمسعفة في الحرب العالمية الثانية، والتي علمت باييفسكا كيفية صنع وتطبيق الضمادات والعصابات.
كانت خبيرة في صناعة الخزف وعملت كمصممة. كما أنها تتمتع بخبرة 20 عامًا كمدربة أيكيدو وكانت رئيسة اتحاد أيكيدو "موتوكوكاي-أوكرانيا". قادها عمل باييفسكا كمدربة أيكيدو إلى الدراسة لتصبح طبيبة، لأن الرياضة والإصابات، على حد تعبيرها، لا يمكن فصلهما. عملت كمسعفة بدوام جزئي كجزء من خدمة ASAP Rescue الطبية.

## الجوائز والأوسمة
- وسام بطل الشعب في أوكرانيا.
- المدافع عن الوطن.
- وسام الشرف.

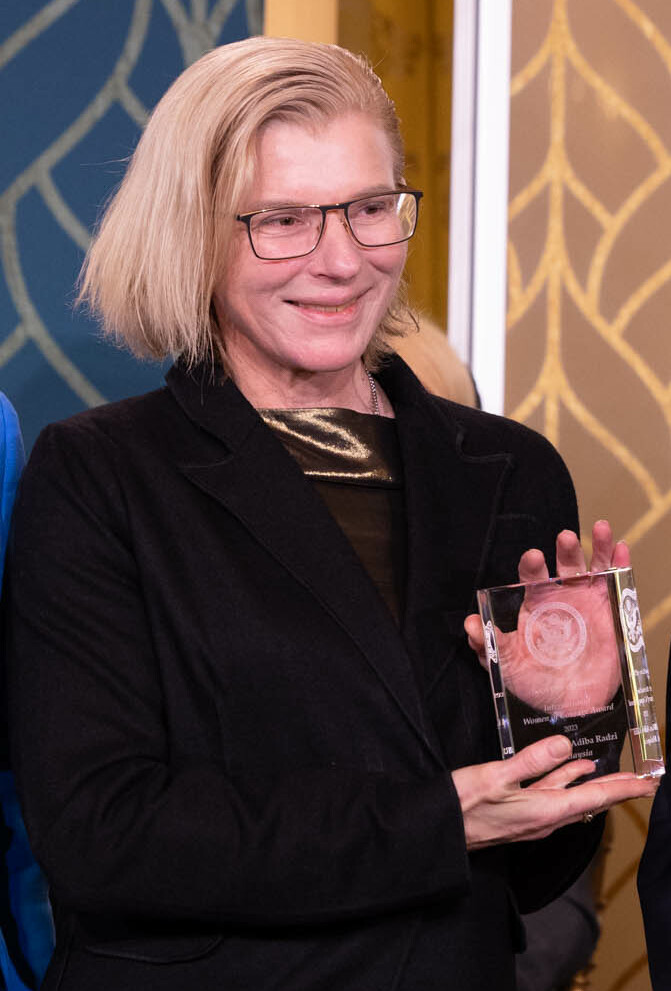
يوليا بايفسكا خلال جائزة نساء الشجاعة الدولية 2023

- شارات الاستحقاق للقوات المسلحة الأوكرانية.
- وسام المساعدة للقوات المسلحة الأوكرانية.
- 100 امرأة بي بي سي 2022.[3]